# Дорсомедіальна префронтальна кора
Дорсомедіальна префронтальна кора (дмПФК) — це частина префронтальної кори в анатомії мозку деяких видів. Вона включає частини полів Бродмана BA8, BA9, BA10, BA24 і BA32, хоча деякі автори ототожнюють її саме з BA8 і BA9. Деякі помітні підкомпоненти включають дорсальну передню поясну кору (BA24 і BA32), прелімбічну кору та інфралімбічну кору.

## Функції
Докази показують, що дмПФК відіграє кілька ролей у людини. Встановлено, що дмПФК відіграє роль в обробці почуття самосвідомості, інтеграції соціальних вражень, теорії розуму, моральних суджень, емпатії, ухваленні рішень, альтруїзмі, обробці інформації про страх і тривогу  та гальмуванні моторної кори зверху вниз. ДмПФК також модулює або регулює емоційні реакції та частоту серцевих скорочень у ситуаціях страху чи стресу та відіграє важливу роль у довготривалій пам’яті. Деякі стверджують, що дмПФК складається з кількох менших підобластей, які є більш специфічними для виконання завдань. ДмПФК приписують багато ролей у мозку. Незважаючи на це, немає остаточного розуміння точної ролі дмПФК, і механізми, що зумовлюють її функції у мозку, залишаються нез'ясованими.

### Ідентичність
Вважається, що дмПФК є одним із компонентів того, як люди формулюють ідентичність або самосвідомість. Коли акторам було доручено зіграти персонажа, сканування фМРТ показало відносне пригнічення дмПФК порівняно з базовими завданнями. Такої ж деактивації не спостерігалося в інших завданнях, які виконували актори. Автори припускають, що це може бути пов’язано з тим, що актори активно пригнічують власне почуття власного «Я», щоб зобразити іншого героя. Подібним чином було показано, що дмПФК неактивна у осіб із психологічною дисоціацією.

### Соціальні судження і теорія розуму
Дослідження показали, що дмПФК відіграє певну роль у створенні соціальних вражень. Одне дослідження показало, що використання транскраніальної магнітної стимуляції (ТМС) для дмПФК під час завдання на соціальне судження безпосередньо порушує здатність людини формувати соціальні судження. Крім того, дмПФК активна, коли люди намагаються зрозуміти точки зору, переконання та думки інших, ця здатність відома як теорія розуму (модель психіки людини). Було також показано, що дмПФК відіграє певну роль в альтруїзмі. Кількість активності дмПФК людини під час виконання соціального завдання передбачала, скільки грошей ця людина згодом пожертвує іншим. Крім того, показано, що дмПФК відіграє певну роль у прийнятті моральних рішень.

### Емоція
Було показано, що дмПФК бере участь у довільній та мимовільній емоційній регуляції. Згадуючи негативні спогади, літні люди демонструють активацію дмПФК. Вважається, що це діє як механізм, який зменшує загальний досвід негативу події. Вважається, що дмПФК порушується в осіб з діагнозом біполярний розлад, що призводить до порушення емоційної регуляції.

### Прийняття рішень
На додаток до соціальних суджень, дмПФК демонструє підвищену активність під час складних завдань, пов'язаних з прийняттям рішень. Інші дослідження показали підвищену активацію дмПФК, коли людина повинна вибрати між двома однаково ймовірними результатами, а також коли рішення суперечить її поведінковим тенденціям.

## Інші види
ДмПФК також можна ідентифікувати у мавп. Вважається, що прелімбічна система мишей функціонально аналогічна функції емоційної регуляції дмПФК у людей.

### Моделі тварин
Було показано, що у щурів дмПФК здійснює низхідний контроль над моторними областями, хоча точні механізми того, як це відбувається, залишаються невідомими. Інше дослідження розглядало, як рецептори дофаміну в дмПФК відіграють роль у регуляції страху у щурів.
Експеримент з мишами виявив, що оптогенетична стимуляція дмПФК підвищила їхню наполегливість, мотивацію та рішучість, що дозволяє їм займати більш домінуючу роль у соціальних ієрархіях. Крім того, дослідники показали, що рецептори 5-HT6 у дмПФК відіграють певну роль у регуляції тривожної поведінки у мишей.